# Kombinacja norweska na Mistrzostwach Świata w Narciarstwie Klasycznym 2003
Zawody w kombinacji norweskiej na XXXI Mistrzostwach świata w narciarstwie klasycznym odbyły się w dniach 21 lutego - 28 lutego 2003 we włoskim Val di Fiemme.

## Wyniki

### Sprint K 120/7,5 km
- Data 28 lutego 2003

| Medal | Zawodnik            | Narodowość        | Wynik   |
| ----- | ------------------- | ----------------- | ------- |
|       | Johnny Spillane     | Stany Zjednoczone | 18:47,8 |
|       | Ronny Ackermann     | Niemcy            | 18:49,1 |
|       | Felix Gottwald      | Austria           | 18:49,1 |
| 4     | Georg Hettich       | Niemcy            | 18:49,9 |
| 5     | Kenneth Braaten     | Norwegia          | 19:00,6 |
| 6     | Kristian Hammer     | Norwegia          | 19:19,6 |
| 7     | Ola Morten Græsli   | Norwegia          | 19:25,8 |
| 8     | Samppa Lajunen      | Finlandia         | 19:39,2 |
| 9     | Kevin Arnould       | Francja           | 19:39,8 |
| 10    | Wilhelm Denifl      | Austria           | 19:41,1 |
| ...   |                     |                   |         |
| 54    | Janusz Zygmuntowicz | Polska            | 24:31,8 |

### Gundersen K 95/15 km
- Data 21 lutego 2003

| Medal | Zawodnik         | Narodowość | Wynik   |
| ----- | ---------------- | ---------- | ------- |
|       | Ronny Ackermann  | Niemcy     | 37:54,2 |
|       | Felix Gottwald   | Austria    | 38:46,3 |
|       | Samppa Lajunen   | Finlandia  | 39:10,3 |
| 4     | Georg Hettich    | Niemcy     | 39:30,3 |
| 5     | Kristian Hammer  | Norwegia   | 39:35,3 |
| 6     | Christoph Bieler | Austria    | 39:50,6 |
| 7     | Björn Kircheisen | Niemcy     | 39:50,7 |
| 8     | Wilhelm Denifl   | Austria    | 40:05,5 |
| 9     | Kenneth Braaten  | Norwegia   | 40:14,8 |
| 10    | Daito Takahashi  | Japonia    | 40:15,6 |

### Sztafeta 4 x 5 km
- Data 24 lutego 2003

| Medal | Zawodnik                                                        | Narodowość        | Wynik   |
| ----- | --------------------------------------------------------------- | ----------------- | ------- |
|       | Michael Gruber Wilhelm Denifl Christoph Bieler Felix Gottwald   | Austria           | 47:23,9 |
|       | Thorsten Schmitt Georg Hettich Björn Kircheisen Ronny Ackermann | Niemcy            | 47:36,5 |
|       | Hannu Manninen Jouni Kaitainen Jaakko Tallus Samppa Lajunen     | Finlandia         | 47:39,4 |
| 4     | Ola Morten Græsli Petter Tande Kristian Hammer Kenneth Braaten  | Norwegia          | 49:03,7 |
| 5     | Carl van Loan Jed Hinkley Johnny Spillane Todd Lodwick          | Stany Zjednoczone | 50:39,1 |
| 6     | Norihito Kobayashi Daito Takahashi Junpei Aoki Satoshi Mori     | Japonia           | 51:33,6 |
| 7     | Ludovic Roux Mathieu Martinez Kevin Arnould Nicolas Bal         | Francja           | 52:21,6 |
| 8     | Andreas Hurschler Ronny Heer Jan Schmid Andreas Hartmann        | Szwajcaria        | 53:08,3 |

## Klasyfikacja medalowa
| Miejsce | Państwo           |   |   |   | Razem |
| ------- | ----------------- | - | - | - | ----- |
| 1.      | Niemcy            | 1 | 2 | 0 | 3     |
| 2.      | Austria           | 1 | 1 | 1 | 3     |
| 3.      | Stany Zjednoczone | 1 | 0 | 0 | 1     |
| 4.      | Finlandia         | 0 | 0 | 2 | 2     |